# 油日駅
油日駅（あぶらひえき）は、滋賀県甲賀市甲賀町上野にある、西日本旅客鉄道（JR西日本）草津線の駅である。

## 歴史
- 1959年（昭和34年）12月15日：日本国有鉄道草津線の柘植駅 - 甲賀駅間に新設開業[2]。
- 1971年（昭和46年）10月1日：無人化[3][4]。
- 1987年（昭和62年）4月1日：国鉄分割民営化により西日本旅客鉄道の駅となる[2]。
- 2002年（平成14年）3月23日：新駅舎完成[5]。
- 2018年（平成30年）3月17日：ICカード「ICOCA」の利用が可能となる[6]。ICカード専用簡易改札機で対応。

## 駅構造
草津方面に向かって左側に単式ホーム1面1線を持つ地上駅（停留所）。棒線構造のため、柘植行きと草津方面行きの双方が同一ホームに発着する。駅舎は忍者屋敷がモチーフ。
草津駅管理の簡易委託駅である。乗車券は自動券売機でのみの購入となっており（同様の方式は北陸本線の河毛駅でもみられる）、時間帯によっては忍者コスチュームを纏った委託係員による改集札業務が行なわれる。2020年3月までは列車接近時には「春が来た」をアレンジした接近メロディが接近表示機から流れていた。ホームそばには桜並木が植樹されている。

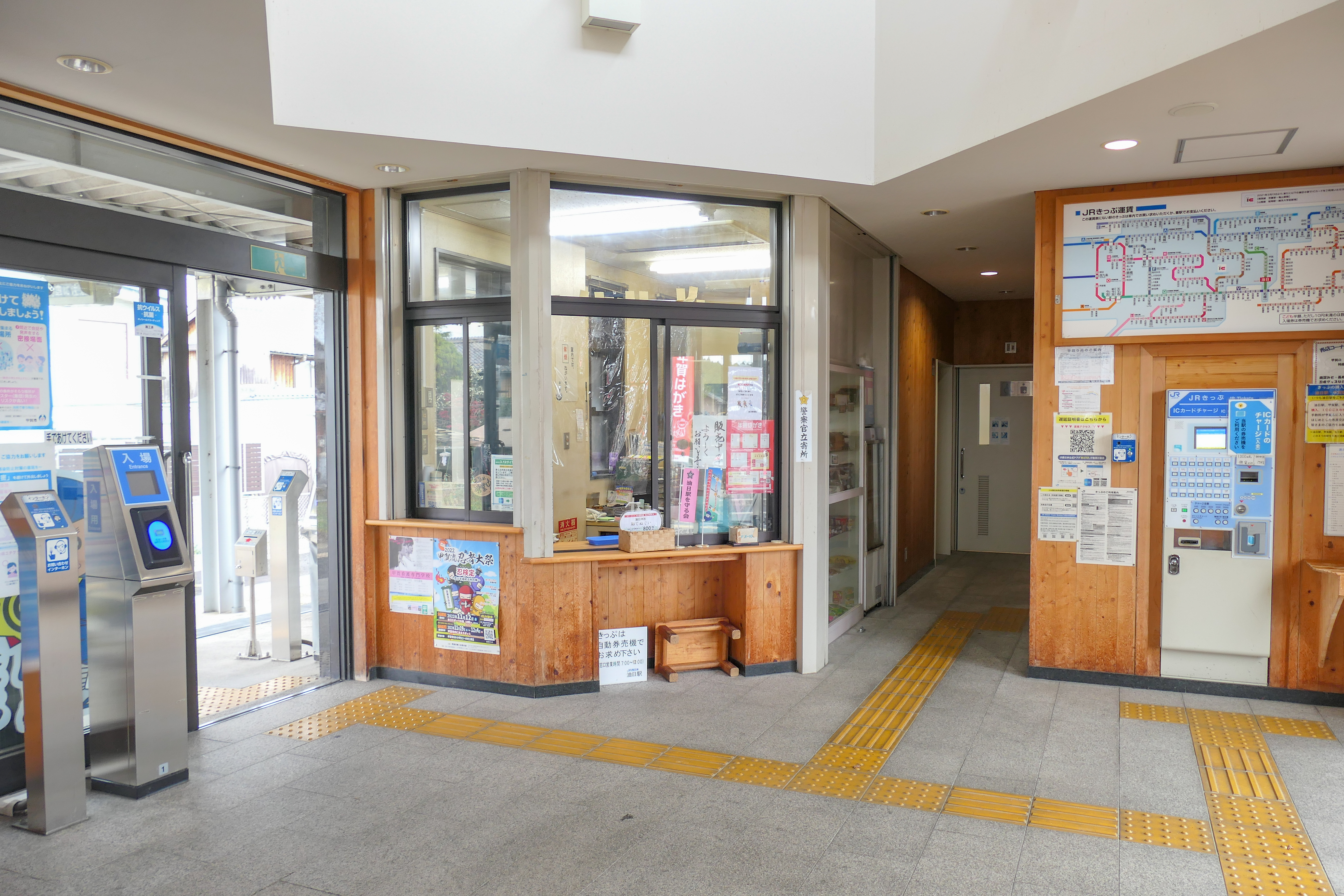
改札口（2022年11月）
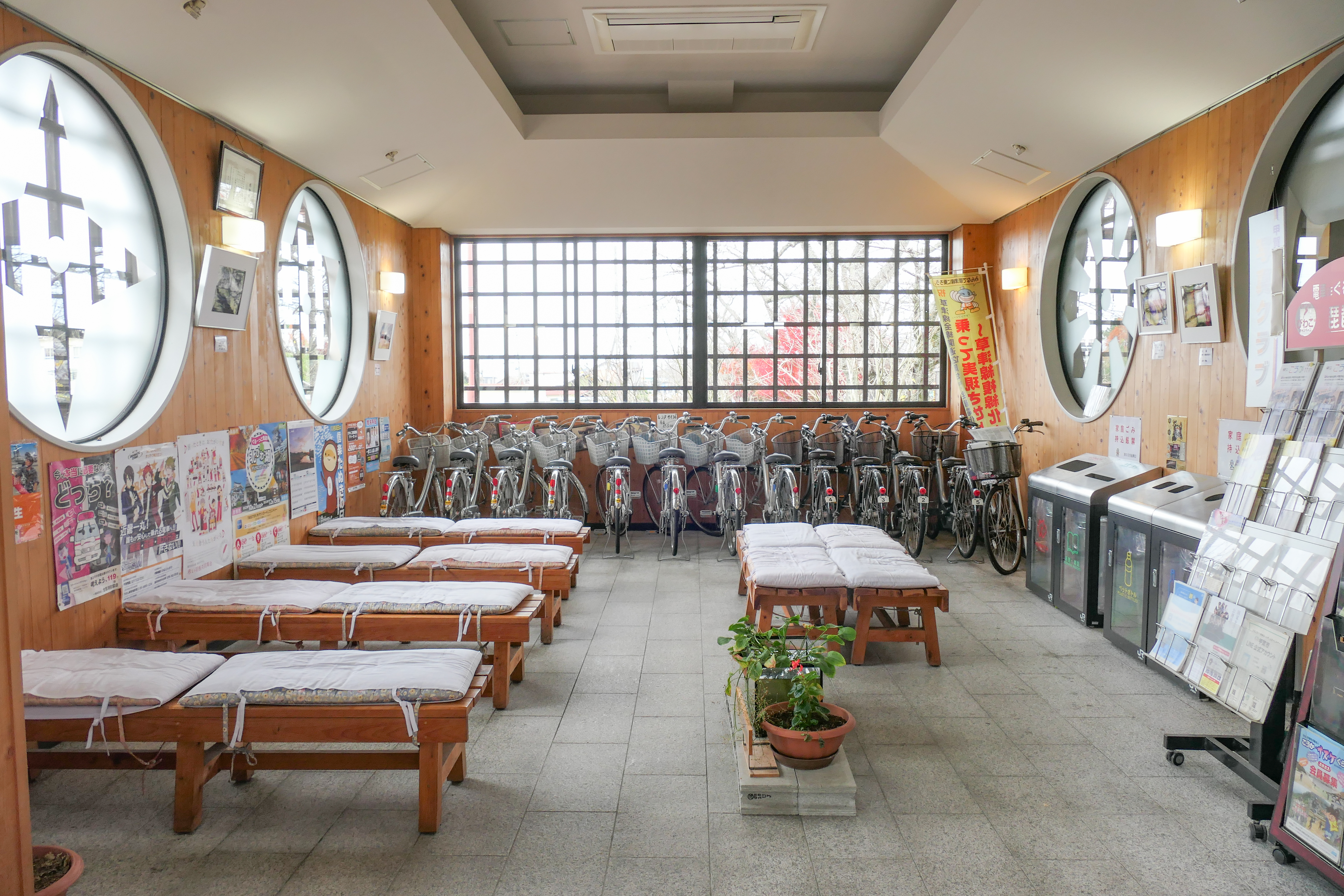
待合室（2022年11月、奥にある自転車はレンタサイクル用）
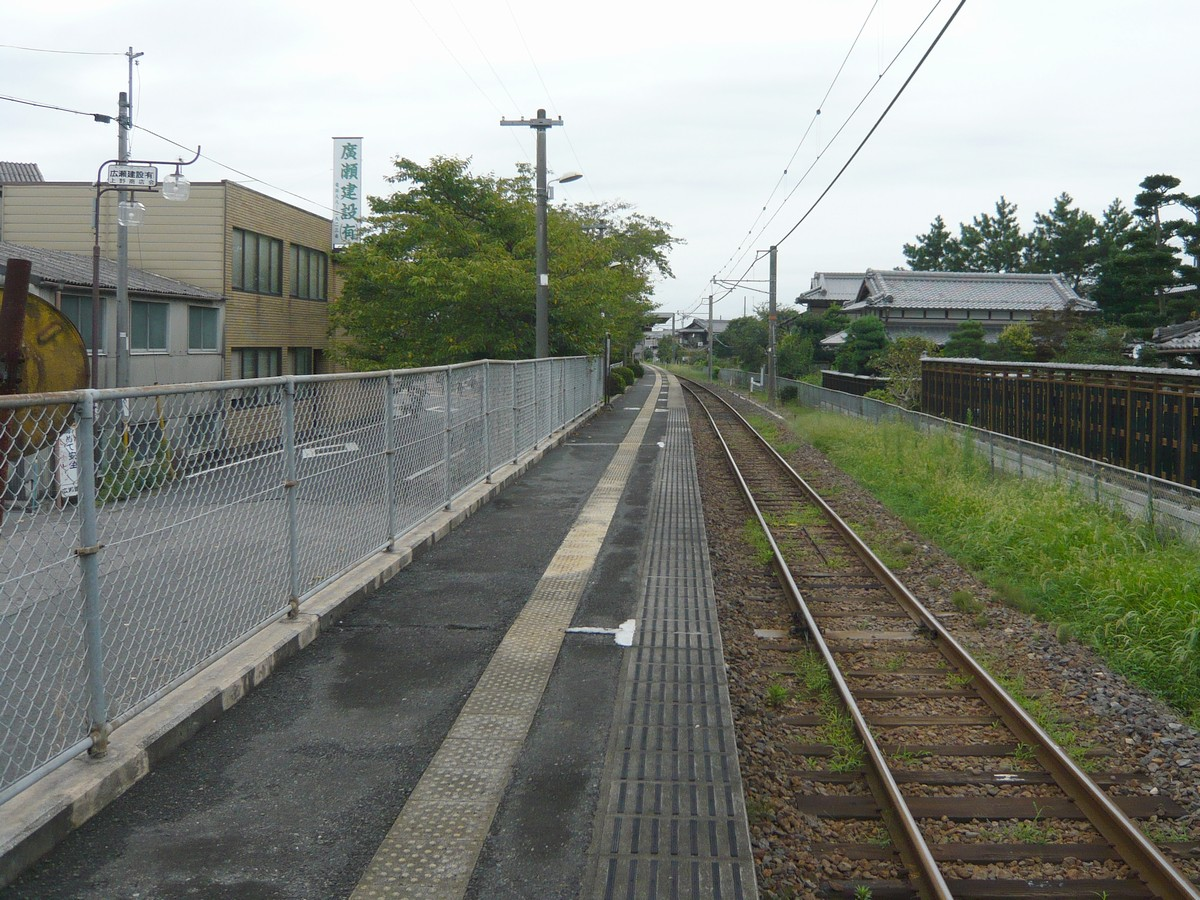
ホーム（2007年9月）

## 利用状況
「滋賀県統計書」によると、1日平均の乗車人員は以下の通り。JR西日本の移動等円滑化取組報告書によれば、2023年度の1日当たりの利用者数は398人。草津線で最も少ない。
| 年度   | 1日平均 乗車人員 | 出典        |
| ------ | ---------------- | ----------- |
| 1992年 | 354              | [ 統計 2 ]  |
| 1993年 | 341              | [ 統計 3 ]  |
| 1994年 | 356              | [ 統計 4 ]  |
| 1995年 | 349              | [ 統計 5 ]  |
| 1996年 | 337              | [ 統計 6 ]  |
| 1997年 | 364              | [ 統計 7 ]  |
| 1998年 | 360              | [ 統計 8 ]  |
| 1999年 | 377              | [ 統計 9 ]  |
| 2000年 | 374              | [ 統計 10 ] |
| 2001年 | 340              | [ 統計 11 ] |
| 2002年 | 335              | [ 統計 12 ] |
| 2003年 | 331              | [ 統計 13 ] |
| 2004年 | 349              | [ 統計 14 ] |
| 2005年 | 350              | [ 統計 15 ] |
| 2006年 | 352              | [ 統計 16 ] |
| 2007年 | 359              | [ 統計 17 ] |
| 2008年 | 355              | [ 統計 18 ] |
| 2009年 | 329              | [ 統計 19 ] |
| 2010年 | 317              | [ 統計 20 ] |
| 2011年 | 311              | [ 統計 21 ] |
| 2012年 | 307              | [ 統計 22 ] |
| 2013年 | 319              | [ 統計 23 ] |
| 2014年 | 294              | [ 統計 24 ] |
| 2015年 | 291              | [ 統計 25 ] |
| 2016年 | 275              | [ 統計 26 ] |
| 2017年 | 281              | [ 統計 27 ] |
| 2018年 | 287              | [ 統計 28 ] |
| 2019年 | 268              | [ 統計 29 ] |
| 2020年 | 208              | [ 統計 30 ] |
| 2021年 | 201              | [ 統計 31 ] |
| 2022年 | 199              | [ 統計 32 ] |

## 駅周辺
駅付近は民家が多く、駅西側には教育施設がある。駅付近から少し離れると田畑が広がる。鹿深（）夢の森は駅北側、油日神社は駅東側にあるが、ともに駅からやや離れた所にある。なお、ゴルフ場は駅から3 km圏内（直線距離）に数ヵ所ある。
- 甲賀市立油日小学校
- 油日にこにこ園（甲賀市立油日幼稚園・甲賀市甲賀西保育園南分園）
- 油日郵便局
- 日新薬品工業
- シオノギ研究農場
- 瀬古酒造
- 浄専寺
- 曽和集会所
- 上野ドーム - 屋内型運動場
- 殿山展望台
- 上野城址（甲賀上野城）
- 油日神社一の鳥居 - 朱色の大きな鳥居。
- 甲賀警察署油日警察官駐在所
- 滋賀県道・三重県道4号草津伊賀線
- 三重県道・滋賀県道51号東湯舟甲賀線
- 滋賀県道131号神上野線
- 滋賀県道135号上馬杉上野線
- 杣川

## バス路線
駅前に甲賀市コミュニティバス「油日駅」停留所があり、油日線（青野 - 甲賀駅北口：平日のみ運行）が乗り入れるが、当駅を経由する甲賀駅北口行きは朝1便しか運行されない。なお、お盆（8月13日 - 8月16日）・年末年始（12月29日 - 翌年1月4日）は平日となる日であっても、全便運休となる。

## 隣の駅
西日本旅客鉄道（JR西日本）
 草津線
柘植駅 - 油日駅 - 甲賀駅

### 記事本文